# Confessions d'una màscara
Confessions d'una màscara (en japonès 仮面の告白, Kamen no Kokuhaku) és la segona novel·la de l'escriptor japonès Yukio Mishima, publicada per primer cop el 5 de juliol de 1949 per l'editorial Kawade Shobō Shinsha. El va llançar a la fama al Japó tot i que només tenia vint-i-tres anys. Alguns crítics han postulat que les similituds de Mishima amb el protagonista i narrador de la novel·la es deuen a què aquest personatge actua com a alter ego de Mishima, narrant una història autobiogràfica. Ha estat traduïda al català per Albert Nolla i publicada el 2021 per Adesiara Editorial.

## Argument
A la història es fa referència al protagonista com a Kochan, que és el diminutiu del nom real de l'autor, Kimitake. Al ser criat durant l'era del militarisme i l'imperialisme de dretes del Japó, lluita des de molt jove per encaixar a la societat. Igual que Mishima, Kochan va néixer amb un cos que no assolia l'ideal en termes de forma física i robustesa, i durant la primera meitat del llibre (que detalla la infància de Kochan) lluita amb perseverància per encaixar a la societat japonesa. Kochan és un noi que descobreix la seva homosexualitat de petit. Al ser de constituciò feble, la seva àvia primer i els seus pares després el mantenen allunyat dels altres nois de la seva edat i es viu la seva infantesa entre nenes i criades. Per tant, no està exposat a la norma. El seu aïllament probablement va portar a les seves futures fascinacions i fantasies de mort, violència i relacions sexuals entre persones del mateix sexe.
Kochan és homosexual, i en el context del Japó imperial lluita per guardar-s'ho. Ala inicis de la novel·la, Kochan encara no admet obertament que se sent atret pels homes, però de fet expressa que admira la masculinitat i la força sense tenir cap interès per les dones. Això inclou una admiració per les escultures romanes i les estàtues d'homes en posicions físiques dinàmiques. Alguns han argumentat que l'admiració per la masculinitat és un reflex autobiogràfic de Mishima, qui va esforçar-se en modelar un cos ideal a partir d'un cos naturalment feble.

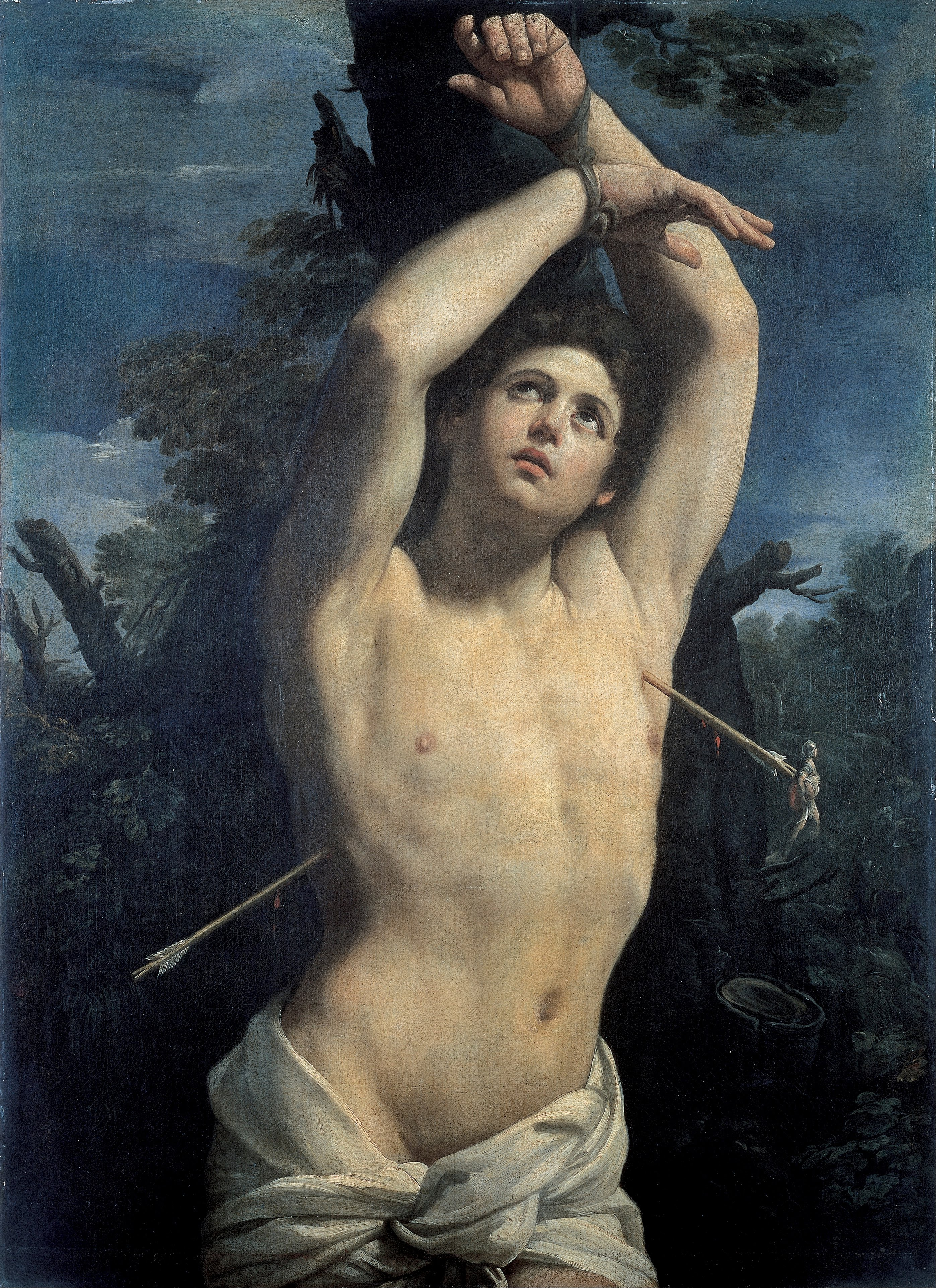
Kochan troba una imatge del Sant Sebastià de Guido Reni, exposat al Palazzo Rosso de Gènova, i se sent atret per ella.

Al primer capítol del llibre, Kochan rememora un llibre il·lustrat de quan tenia quatre anys. Fins i tot a aquella edat tan jove, Kochan veu una imatge d'un cavaller europeu d'aspecte heroic a cavall gairebé com si fos pornografia, mirant-la amb desig i ocultant-la, avergonyit, quan els altres vénen a veure què està fent. Quan la seva infermera li diu que el cavaller és en realitat Joana d'Arc, Kochan, que volia que el cavaller sigui un model de virilitat, es veu desanimat immediatament i per sempre per la imatge, molest que una dona es vesteixi amb roba d'home.
La paraula "màscara" prové de com Kochan desenvolupa la seva pròpia personalitat falsa que fa servir per presentar-se al món. Al principi, a mesura que desenvolupa una fascinació pel cos del seu company d’escola Omi durant la pubertat, creu que tots els que l'envolten també amaguen els seus veritables sentiments els uns als altres, i que tots participen en una "mascarada reticent". A mesura que creix, intenta enamorar-se d'una noia anomenada Sonoko, però està contínuament turmentat pels seus impulsos homosexuals latents i és incapaç d'estimar-la de veritat.